# Phare de Harrison Point
Le phare de Harrison Point (en anglais : Harrison Point Lighthouse) est un phare actif situé sur Harrison Point (ceb) dans la paroisse de Saint-Lucy au nord-ouest de la Barbade.

## Histoire
Ce phare, mis en service en 1925, se situe à environ 8 km au nord de Speightstown. Il s'agit du dernier des quatre phares de l'île à avoir été mis en service. Il a été désactivé temporairement en 2007 et sa caractéristique était de deux clignotements blancs toutes les 15 secondes, avec une portée focale de 22 milles nautiques (environ 41 km).
En 2011, l'activité du phare a repris avec un feu rouge continu. Les quartiers des gardiens et les autres bâtiments techniques sont abandonnés et en ruines.

## Description
Le phare  est une tour cylindrique en béton, avec une galerie et une lanterne de 26 m de haut. La tour est peinte en blanc et la lanterne est rouge. feu fixe émet, à une hauteur focale de 59 m, une lumière rouge continue. Sa portée est de 3 milles nautiques (environ 5.5 km).

Identifiant : ARLHS : BAR-001 - Amirauté : J5814 - NGA : 110-15128 .
|          |
| Le phare |

|          |
| Le phare |

### Lien connexe
- Liste des phares de la Barbade